# Școala de Fotbal Gică Popescu
Școala de Fotbal Gică Popescu a fost o academie de fotbal din Craiova destinată descoperirii și pregătirii tinerilor pentru fotbalul de performanță.

## Echipe
Școala are în componență 12 echipe de juniori, după cum urmează:
- Grupa 1994
- Grupa 1995
- Grupa 1996
- Grupa 1997
- Grupa 1998
- Grupa 1999
- Grupa 2000
- Grupa 2001
- Grupa 2002
- Grupa 2003a
- Grupa 2003b
- Echipa care participă în Liga a IV-a Dolj

## Facilități
Complexul sportiv al școlii se întinde pe o suprafață de 50.000 m2 și dispune de șase terenuri de antrenament, dintre care trei cu gazon natural (110x60m), un teren cu gazon artificial (80x40m) și două pentru minifotbal (40x20m). Baza materială a complexului este formată din două corpuri de clădiri (A și B), în care se regăsesc, printre altele, o sală de forță, un minihotel cu 12 camere și o bucătărie cu sală de mese.

## Foști jucători
- Ștefan Nicolae Bărboianu
- Ștefan Popescu
- Andrei Bădescu
- Ionuț Cioinac
- Ionuț Năstăsie
- Ovidiu Burcă
- Sabrin Sburlea
- Emil Ducu Ninu
- Constantin Grecu
- Lucian Filip
- Sebastian Mladen
- Robert Văduva
- Vlad Morar

## Falimentul școlii
După ce în iulie 2013 școala a intrat în insolvență, deoarece acumulase datorii de 900.000 de lei, cea mai mare parte provenind din taxe și impozite neachitate la bugetul de stat, Tribunalul Dolj, Secția a II-a Civilă a încuviințat, în octombrie 2014, cererea de intrare în faliment a Școlii de fotbal „Gică Popescu“.